# Tranh cãi về vỡ đập Tam Hiệp

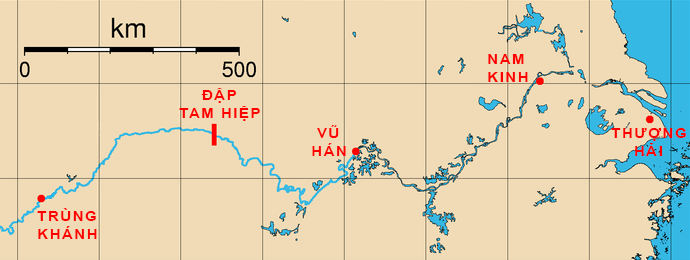
Bản đồ một phần của các trung tâm dân cư chính dọc theo sông Dương Tử. Theo những người ủng hộ lý thuyết sụp đổ như Wang Weiluo, các thành phố ở hạ lưu từ đập Tam Hiệp có thể bị phá hủy từ một kịch bản sụp đổ tiềm năng.

Một số lý thuyết gây tranh cãi đã được phổ biến sau ngày khai trương đập Tam Hiệp và đã lan truyền qua phương tiện truyền thông xã hội; Theo những người ủng hộ các lý thuyết như vậy, đập Tam Hiệp đang trải qua biến dạng cấu trúc và đang trên bờ vực bị phá vỡ và sẽ làm ngập vùng hạ lưu Dương Tử, có khả năng tàn phá khu vực và tạo ra thảm họa sinh thái . Mặc dù chính phủ Trung Quốc đã bác bỏ những tuyên bố như tin đồn vô căn cứ , những người ủng hộ lý thuyết này cho rằng chính phủ đang có một chiến dịch im lặng và đã kiên trì cảnh báo về sự sụp đổ sắp xảy ra .